# غرايم جينينغز
غرايم جينينغز (بالإنجليزية: Graeme Jennings)‏ هو مبارز بالسيف أسترالي، ولد في 11 يوليو 1946 في Ashfield, Queensland ‏ في أستراليا، وتوفي في 21 أغسطس 1993 في إثاكا في الولايات المتحدة.

## وصلات خارجية
- غرايم جينينغز على موقع أوليمبيديا (الإنجليزية)
- غرايم جينينغز على موقع اللجنة الأولمبية الأسترالية (الإنجليزية)